# Lea Valley
Lea Valley är en by i Hertfordshire i England. Byn är belägen 16,6 km 
från Hertford. Orten har 645 invånare (2015).